# Parcul Național Badlands
Parcul Național Badlands este situat în sud-vestul statului federal Dakota de Sud. El constă dintr-un ținut badlands (ținuturi rele), și o regiune de prerie neprielnică pentru agricultură, care este declarată în anul  1939 parc național.  Ținutul este bogat în fosile provenite în special de la cai, porci, oi și rinoceri preistorici, precum și urme ale civilizației umane cu o vechime de peste 11.000 de ani.
Pentru 11.000 de ani aceste ținuturi au fost câmpuri de vânătoare ale amerindienilor. Vestigiile arheologice precum si traditiile orale indica faptul ca diferite grupuri de amerindieni au populat tinuturi rele, pe intreaga perioada a anului, pentru mii de ani. Zona era populata de celule sociale nucleare (tipic, familii extinse de aproximativ 12-15 oameni) care locuiau in vai izolate, in apropiere de rauri si vanat. Arheologii au recuperat, din malurile erodate ale raurilor, carbuni petrificate si roci folosite pentru aprinderea focului, unelte pentru vanat si unelte de jupuit blana bisonilor, a iepurilor si a altor animale salbatice. Din varful dealului, amerindienii vegheau atat vanatul cat si potentialii dusmani. Daca sezonul de vanat era bun, atunci localniicii ramaneau in tinuturile rele pentru intregul an. Daca nu, in timpul iernii, migrau catre malul raului Missouri.
In urma cu 150 de ani, statul Marele Sioux (sioux = grupurile centralizate de amerindieni care au pus bazele primelor unitati statale in America de Nord) au atacat populatiile locale alungandu-i permanent din zona Tinuturilor Rele.
Urmatoarea schimbare radicala s-a petrecut in secolul XIX cand s-au stabilit asezamantele permanente americane, in Dakota de Sud. La acea vreme, guvernul federal a expropriat amerindienii  de teritoriul lor din zona Tinuturilor Rele fortandu-i sa traiasca pe rezervatii.
Aceasta initiativa guvernamentala a condus la razboiul dintre amerindieni si armata americana, care s-a sfarsit cu masacrul de la estuarul Wounded Knee, in urma caruia 300 de amerindieni si 30 de soldati si-au pierdut viata. In urma acestui masacru, Fortele Aeriene Americane au preluat controlul a 138.292 de hectare de pamant, incluzand Tinuturile Rele.
Pe 4 martie 1929, regiunea a fost declarata de guvernul american zona protejata, sub titulatura Monumentul National al Tinuturilor Rele. Pe 10 noiembrie 1978, teritoriul a fost redefinit ca Parcul National al Tinuturilor Rele, deschis publicului american.